# Шаније
Шаније (фр. Chaniers) насеље је и општина у западној Француској у региону Поату-Шарант, у департману Приморски Шарант која припада префектури Сент.
По подацима из 2011. године у општини је живело 3455 становника, а густина насељености је износила 130,23 становника/km². Налази се на максималној надморској висини од 74 m, а минималној од 2 m.

## Демографија
| 1962. | 1968. | 1975. | 1982. | 1990. | 1999. | 2011. |
| ----- | ----- | ----- | ----- | ----- | ----- | ----- |
| 2.022 | 2.255 | 2.750 | 2.960 | 3.086 | 3.231 | 3.455 |

График промене броја становника у току последњих година